# Klackskandalen 1958
Klackskandalen 1958 härrör från en incident från Fotbolls-VM 1958, som anordnades i Sverige. Upprinnelsen till den så kallade "skandalen" var att ett flertal av de deltagande länderna ansåg att de stördes av den svenska läktarkulturen med organiserade hejaklackar, pådrivna av en klackledare. Bland annat tyckte Västtyskland att den svenska publiken avsevärt hade påverkat resultatet i semifinalen, som slutade 3-1 till Sverige efter det berömda "promenadmålet" av Kurt Hamrin i slutminuterna. Västtyskarna protesterade kraftigt både under och efter matchen mot upprörande ramsor som "Heja Sverige, friskt humör". Man ansåg att ramsorna som ropades från läktarna både störde och visade prov på osportsligt uppträdande. Flera protester lämnades in, bland annat från just Västtyskland men även Brasilien, både till Svenska Fotbollförbundet och FIFA, och till finalen i Stockholm mot Brasilien hade den svenska publiken helt sonika förbjudits att anordna någon form av organiserat påhejande av de blågula.